# Giulio Vignoli
Giulio Vignoli (Genova, 1938) è un giurista italiano.

## Biografia
Laureatosi presso l'Università di Genova in giurisprudenza con il privatista Antonino D'Angelo, e successivamente in scienze politiche col giuslavorista Antonio Fontana, fu dapprima assistente presso la facoltà di giurisprudenza genovese per poi trasferirsi all'Università di Bologna dove fu allievo di Enrico Bassanelli. Ritornato a Genova, è stato docente presso la facoltà di scienze politiche per oltre vent'anni, insegnando materie privatistiche e, ampliandosi i suoi interessi, pubblicistiche. Fu successivamente, o contemporaneamente, docente di diritto e politica delle Comunità europee, poi diritto dell'Unione Europea, di diritto agrario comunitario, di organizzazione internazionale, e di diritto pubblico comparato.
Le sue pubblicazioni risentono dell'evolversi dei suoi studi che dal campo prettamente giuridico si spostarono successivamente a quello storico soprattutto nel periodo più recente.
Si è occupato delle minoranze italiane in Europa e fece oggetto di ricerca del fenomeno in territori che erano stati nel dopoguerra oggetto di una sorta di autocensura, in quanto in precedenza rivendicati dal fascismo, come Nizza, la Corsica, Malta, il Ticino i Grigioni, e soprattutto come Istria, Fiume, Dalmazia, Col di Tenda e Briga. Si è occupato inoltre di questioni internazionalistiche riguardanti il Montenegro.
Unendo la passione per gli studi sull'Europa orientale a quella sulle minoranze italiane, si è occupato degli Italiani di Bosnia, Romania, Moldavia, Macedonia del Nord e Ucraina.
Ha fondato il periodico “Il Pensiero di Nizza”, voce dei nizzardi italiani, e lo ha diretto per più di dieci anni.
In campo politico, in quanto convinto animalista aderì fin dalla sua fondazione al movimento dei Verdi e ne fu rappresentante in Liguria; sostenne inoltre i diritti degli animali in campo giuridico.
Di idee definibili come monarchiche, si occupò come storico dei Savoia e sostenne l'illegittimità del referendum istituzionale del 1946 e nella nascita della Repubblica Italiana.

## Opere principali
- Aspetti giuridici delle attività genetiche in agricoltura, Giuffrè, Milano 1986 (primo trattato in argomento in Italia[senza fonte]).
- Profili giuridici della produzione, Giuffrè, Milano 1991.
- I territori italofoni non appartenenti alla Repubblica Italiana. "Agraristica". Saggi giuridici, storici ed economici, Giuffrè, Milano 1995.
- (in coll. con M. de Leonardis) La Vicenda storica di Mafalda di Savoia. Atti del Convegno (Palazzo Tursi, Municipio di Genova, 3 dicembre 1994), De Ferrari editore, Genova, 1996.
- La sentenza di condanna a morte degli irredentisti corsi, Ipotesi, II ed., Rapallo, 1981.
- Gli Italiani dimenticati. Minoranze italiane in Europa, Giuffrè, Milano 2000.
- Scritti politici clandestini, politicamente scorretti, Ecig, Genova 2000.
- La vicenda italo-montenegrina. L'inesistente indipendenza del Montenegro nel 1941, Ecig, Genova 2003.
- Il Sovrano sconosciuto. Tomislavo II Re di Croazia, Mursia, Milano, 2006.
- con Giulia Boiko, La tragedia sconosciuta degli Italiani di Crimea, Kerch, marzo 2007 (in italiano, russo e ucraino)[3].
- Storie e letterature italiane di Nizza e del Nizzardo (e di Briga e di Tenda e del Principato di Monaco), Settecolori, Lamezia Terme, 2011.
- (a cura di) Gli Italiani di Crimea. Nuovi documenti e testimonianze sulla deportazione e lo sterminio, Settimo Sigillo, Roma, 2012.
- L'Irredentismo di Nizza e del Nizzardo. Il caso Marcello Firpo, Settimo Sigillo, Roma, 2015.
- Repubblica Italiana. Dai brogli e dal Colpo di Stato del 1946 ai giorni nostri, Settimo Sigillo, Roma, 2017
- La cacciata degli Italiani di Corfù (1944). Una indagine incompleta, Settimo Sigillo, Roma, 2019.
- La morte per fame della Famiglia Reale del Laos. Un crimine comunista, Settimo Sigillo, Roma, 2020.
- I 184 bimbi di Gorla. Un crimine degli Americani, Bastogilibri, Roma, 2020.
- Rapallo. I Re, L'Imperatrice, Il Reggente, Principi e Principesse, Scrittori e Scrittrici-Poeti e Poetesse, Musicisti, Pittori, Politici, la Crocerossina, Settimo Sigillo, Roma, 2021.
- Il Pensiero di Nizza. Raccolta Completa 1995-2006 (cura con Achille Ragazzoni), Settimo Sigillo, Roma, 2022.